# Кулинарные изделия
Кулинарные изделия — готовые для пищевого использования блюда, поступающие в розничную торговлю, изделия, прошедшие полную кулинарную подготовку и готовые к употреблению. Призваны облегчить работу домашней хозяйки по приготовлению пищи, а также разнообразить питание семьи, избегая значительных затрат времени и труда.
Кулинарные изделия подразделяются на следующие виды: салаты, винегреты, студни, заливные, паштеты, пироги, пирожки и кулебяки,
далее — варёные, жареные и печёные мясо, птица и рыба, а также замороженные кулинарные изделия, которые для подачи разогреваются без предварительного оттаивания.

## Мясные кулинарные изделия
Мясные кулинарные изделия по виду используемого сырья подразделяются на собственно мясные (из говядины, свинины, баранины, телятины) и субпродуктовые (из мозгов, почек, печени, языков).
Мясные кулинарные изделия выпускаются трёх видов: натуральные, панированные и рубленые.
Натуральные изделия из говядины представляют собой крупные зажаренные куски мяса. В зависимости от части туши, взятой для жаренья, это антрекот, мясо бризе и ростбиф.
Панированные мясные кулинарные изделия — порционные куски говядины (бифштекс, ромштекс), телятины, свинины (шницель, отбивная котлета) или баранины, жареные в сухарях.
Рубленые мясные кулинарные изделия готовят из говяжьего и свиного фарша в виде жареных котлет (московских и киевских соответственно).

## Рыбные кулинарные изделия

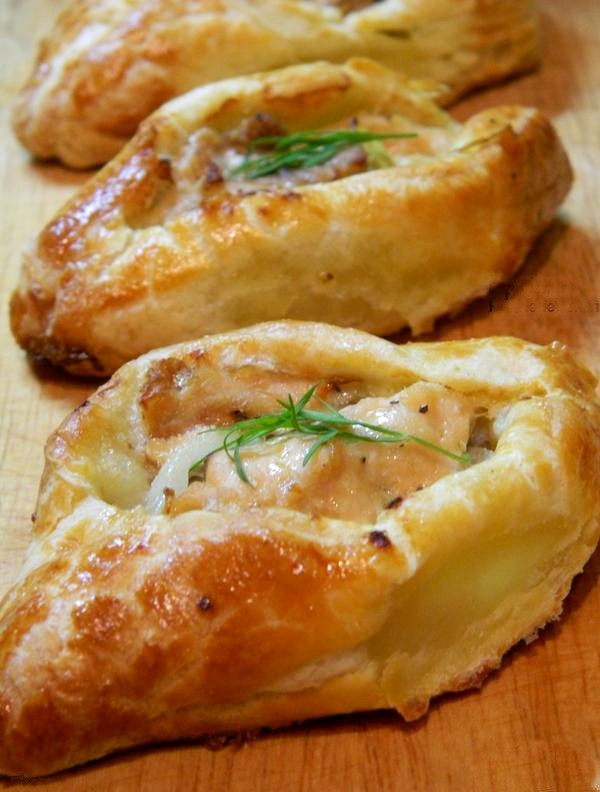
Расстегаи с горбушей

Рыбные кулинарные изделия подразделяются на обыкновенные и диетические. Диетические изделия, предназначенные для лечебного питания, — это заливной и отварной судак и отварная осетрина. На приготовление заливного судака идёт филе, которое отваривают в слабо подсоленной воде и затем охлаждают в формах, залитых полученным рыбным бульоном. Отварной судак готовят в воде с добавлением моркови, лука, соли и лаврового листа. Отварную осетрину готовят из рыбы, разделанной на пласт.
В обычных рыбных кулинарных изделиях по способу кулинарной обработки выделяют натуральные изделия из целой рыбы, из кусков (рыба заливная, жареная, печёная и фаршированная), из рыбного фарша, рыбоовощные изделия, мучные изделия с рыбной начинкой, изделия из икры, солёной рыбы и замороженные кулинарные изделия.
Жареную рыбу для кулинарных изделий готовят из всех видов рыб, кроме лососевых и осетровых. Разделанную рыбу солят, панируют в сухарях и жарят. На запекание идут в основном частиковые (вобла, лещ и др.). Фаршированную рыбу готовят из судака, щуки и трески, разделанных на пласт-филе. Подготовленную рыбу укладывают кожей вниз, покрывают рыбным фаршем из мяса рыбы с добавлением масла, лука, яиц, хлеба и пряностей и свёртывают в рулон. Его отваривают в подсоленной воде в течение двух часов. Из рыбного фарша готовят кулинарные изделия: рыбные колбасы, рыбные сосиски и хлебцы, студень и рыбацкий зельц из голов осетровых, жареные рыбные котлеты и тефтели. К рыбоовощным кулинарным изделиям относятся винегрет из солёной сельди с овощами, жареная рыба с овощным гарниром, рыба в овощном маринаде, жареная или отварная рыба в томатном соусе. С рыбной начинкой выпускают такие мучные кулинарные изделия, как пирожки (жареные и печёные), кулебяки, расстегаи, пироги с визигой и рисом, а также сэндвичи с рыбой. Кулинарные изделия из икры — это икра маринованная, деликатесная, провансаль и икорно-овощная запеканка. Замороженные кулинарные изделия из рыбы представляют следующие товары: отварной судак под яично-масляным соусом, жареная рыба с овощным гарниром, рыбный плов, солянка из голов осетровых, рыбные пельмени, рыбные палочки. Из солёной сельди готовят рубленую сельдь и селёдочную пасту.
Как и рыбные полуфабрикаты, кулинарные изделия из рыбы являются скоропортящимися товарами и, за исключением замороженных изделий, не подлежат хранению на производстве и оптовых предприятиях. Срок реализации студней, заливной рыбы, зельца рыбного составляет 12 часов, котлет, пирожков с рыбной начинкой — 24 часа, рыбы отварной и фаршированной — 36 часов, рыбы жареной и печёной, икорных запеканок, колбас и рыбных рулетов — 48 часов.

## Мучные кулинарные изделия
см. Мучные изделия